# Nauruanos

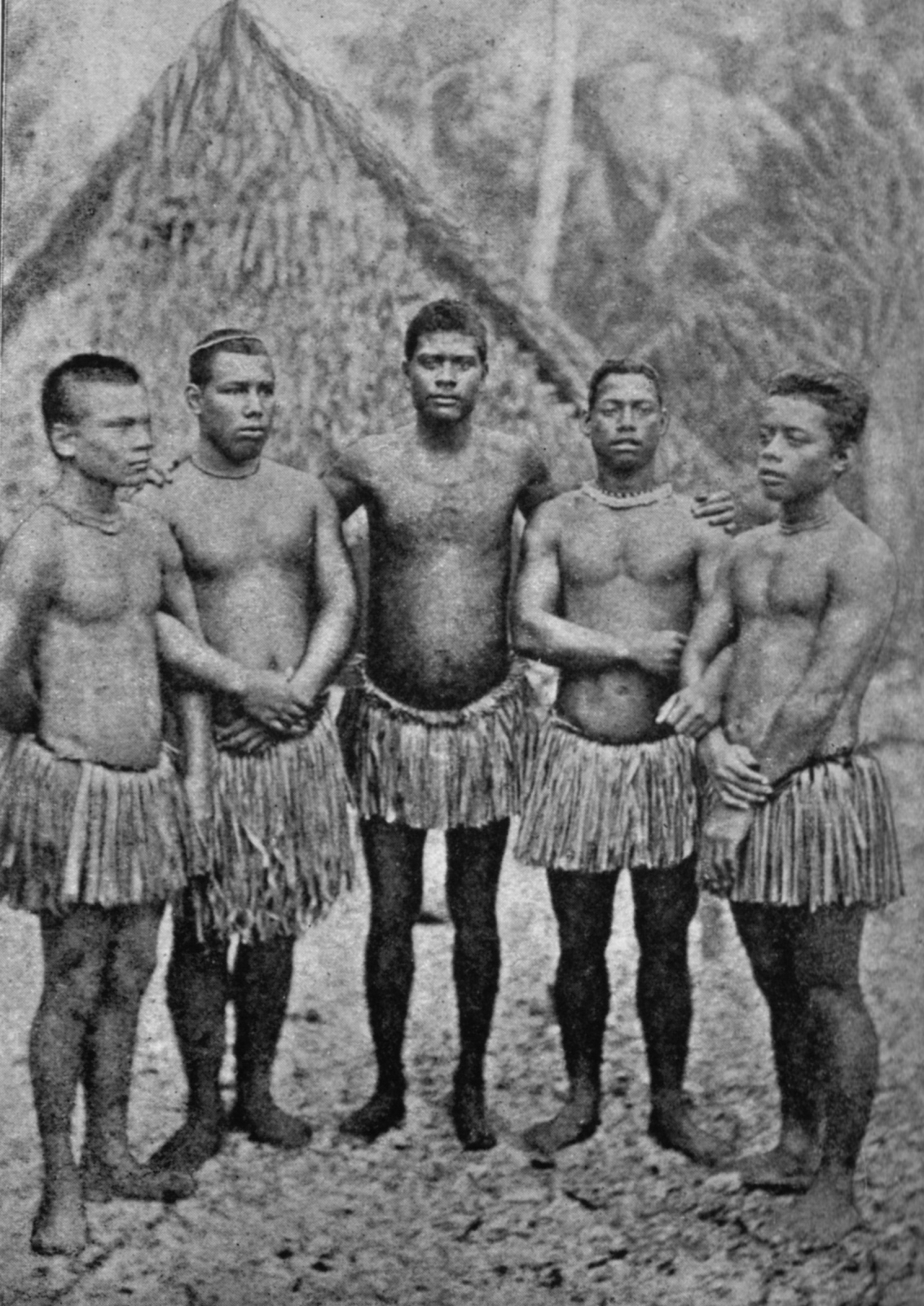
Jóvenes nauruanos, 1914.

Los Indígenas de Nauru son un etnicidad, que vive en La República de Nauru (en nauruano: Ripublik Naoero; en inglés: Republic of Nauru), un estado de Micronesia, situado en el Océano Pacífico central, que comprende de una sola isla justo al sur de la línea del ecuador.
El origen de los personas de Nauru no está determinado. Es posible que se explica por en el último malayo-Pacífico migración humana (C. 1200). Fue probablemente marinera o náufragos polinesios o melanesios , que a su vez estableció allí porque no había AN ya los indígenas actuales, mientras que al micronesios ya estaban cruzadas en los melanesios en el Área con el presente.[cita requerida]
Los nauruanos tienen dos elementos de su población: los micronesios nativos y los polinesios que habían emigrado mucho antes. Los micronesios son representados de grueso, oscuro cabello; los polinesios son representados de pelo marrón que es más brillante, y pelo suave y negro. Entre estos dos extremos existen diversos grados de transición.[cita requerida]
Cerca de 1920, una epidemia de gripe se extendió través de Nauru, lo cual tuvo gran impacto en la población indígena. En 1925, los primeros casos de diabetes fueron diagnosticados por los servicios médicos. Hoy, dependiente de la edad, un alto porcentaje de la población es diabético, un ratio más alto que en la mayor parte de países del mundo.[cita requerida]